# Józef Bartelmus
Józef Bartelmus (ur. 12 marca 1881 w Hadikfalva, zm. 31 lipca 1950 w Świdnicy) – podpułkownik audytor Wojska Polskiego.

## Życiorys
Urodził się 12 marca 1881 w Hadikfalva (obecnie Dornești, pow. Suceava, w Bukowinie południowej), w rodzinie Wilhelma, inżyniera kolejowego, i Malvine z Niedenthalów. W 1900 ukończył c.k. Gimnazyum im. Franciszka Józefa we Lwowie oraz zdał egzamin maturalny. Następnie ukończył studia prawnicze na Uniwersytecie Franciszkańskim. 28 maja 1904 roku zakwalifikowany do odbycia jednorocznej służby w armii austriackiej, został przydzielony do 19 Pułku Piechoty Obrony Krajowej. 26 grudnia 1906 roku awansował na podporucznika. 13 września 1907 roku został powołany na aspiranta audytora i z dniem 8 października skierowany do miejscowego sądu garnizonowego. Od 16 lipca 1908 do 30 kwietnia 1909), był oddelegowany do cywilnego sądu apelacyjnego i „prokuratorji” w Brnie. W maju 1909 roku wrócił do lwowskiego sądu Obrony Krajowej, gdzie dalej pozostawał aspirantem. 1 listopada 1912 roku wraz z awansem na stopień porucznika-audytora został powołany do pracy w sądzie Obrony Krajowej w twierdzy Przemyśl. Podczas I wojny światowej służył w austriackim audytoriacie wojskowym kolejno w Wiedniu, Krakowie i na Podkarpaciu. W okresie od 13 lutego 1915 do 26 czerwca 1915 roku został oddelegowany jako doradca prawny do Naczelnego Dowództwa Niemieckiej Armii Wschód. W trakcie służby w wojsku austriackim - 17 października 1915 roku - ożenił się z Emmą z Permannów (1891–1972). 
Następnie był sędzią we Lwowie. Podczas walk o Lwów z Ukraińcami wstąpił 22 listopada 1918 do Wojska Polskiego w stopniu majora. Został audytorem w Sądzie Polowym we Lwowie a później w Sądzie Polowym Dywizji Lwowskiej. Następnie był szefem Grupy Prokuratorskiej a później prokuratorem Sądu Polowego we Lwowie. 7 czerwca 1919 roku Minister Spraw Wojskowych powierzył mu pełnienie obowiązków prokuratora wojskowego Okręgu Generalnego we Lwowie.
Zweryfikowany został jako major Korpusu Sądowego ze starszeństwem z dniem 1 czerwca 1919 roku. 9 września 1920 roku objął stanowisko prawnego referenta Dowództwa Okręgu Generalnego Pomorze w Grudziądzu. Od 1922 był doradcą prawnym w Dowództwie Okręgu Korpusu Nr VIII w Toruniu. Z dniem 15 kwietnia 1925 roku został przydzielony do Kierownictwa Marynarki Wojennej w Warszawie na stanowisko doradcy prawnego. 3 maja 1926 roku został awansowany na podpułkownika ze starszeństwem z dniem 1 lipca 1925 roku i 3. lokatą w korpusie oficerów sądowych. Z dniem 28 lutego 1931 został przeniesiony w stan spoczynku. W 1934 pozostawał w ewidencji Powiatowej Komendy Uzupełnień Warszawa Miasto III. 
Na emeryturze, razem z żoną, zamieszkali na wyspie Šolta w Chorwacji. W miejscowości Nečujam nabył duży obszar ziemi i kilka nieruchomości, w tym w 1928 roku piętnastowieczny dom, w którym przebywał na przełomie XV i XVI wieku Marko Marulić – wielka postać chorwackiej literatury. W wyremontowanym budynku powstał pensjonat leczniczy dla polskiej młodzieży, głównie ze schorzeniami astmatycznymi. W 1937 i w 1938 roku w pensjonacie przebywał między innymi Krzysztof Kamil Baczyński. Był także fundatorem miejscowego kościółka pod wezwaniem św. Piotra z ołtarzem Matki Boskiej Ostrobramskiej. W 1939 roku posiadał mieszkanie przy ulicy Piusa XI 47a w Warszawie.
Po II wojnie światowej, we wrześniu 1946, z żoną powrócili do Polski i osiedli w Świdnicy na Dolnym Śląsku.
Zmarł 31 lipca 1950 roku w Świdnicy. Spoczywa na katolickim cmentarzu przy al. Brzozowej.

## Ordery i odznaczenia
- Złoty Krzyż Zasługi (7 czerwca 1939)[11]
- Srebrny Krzyż Zasługi (28 lutego 1925)[12]
- Medal Pamiątkowy za Wojnę 1918–1921 (9 listopada 1928)[10]
- Medal Dziesięciolecia Odzyskanej Niepodległości (1928)[10]
- Odznaka Honorowa „Orlęta” nr 4587[10]
- Krzyż Kawalerski Orderu Franciszka Józefa z dekoracją wojenną (Austro-Węgry, 8 września 1917)[10]
- Brązowy Medal Zasługi Wojskowej (Austro-Węgry, 27 maja 1916)[10]

## Upamiętnienie
Jedna z ulic w miejscowości Nečujam została nazwana imieniem Józefa Bartelmusa.